# Laloo Prasad Yadav

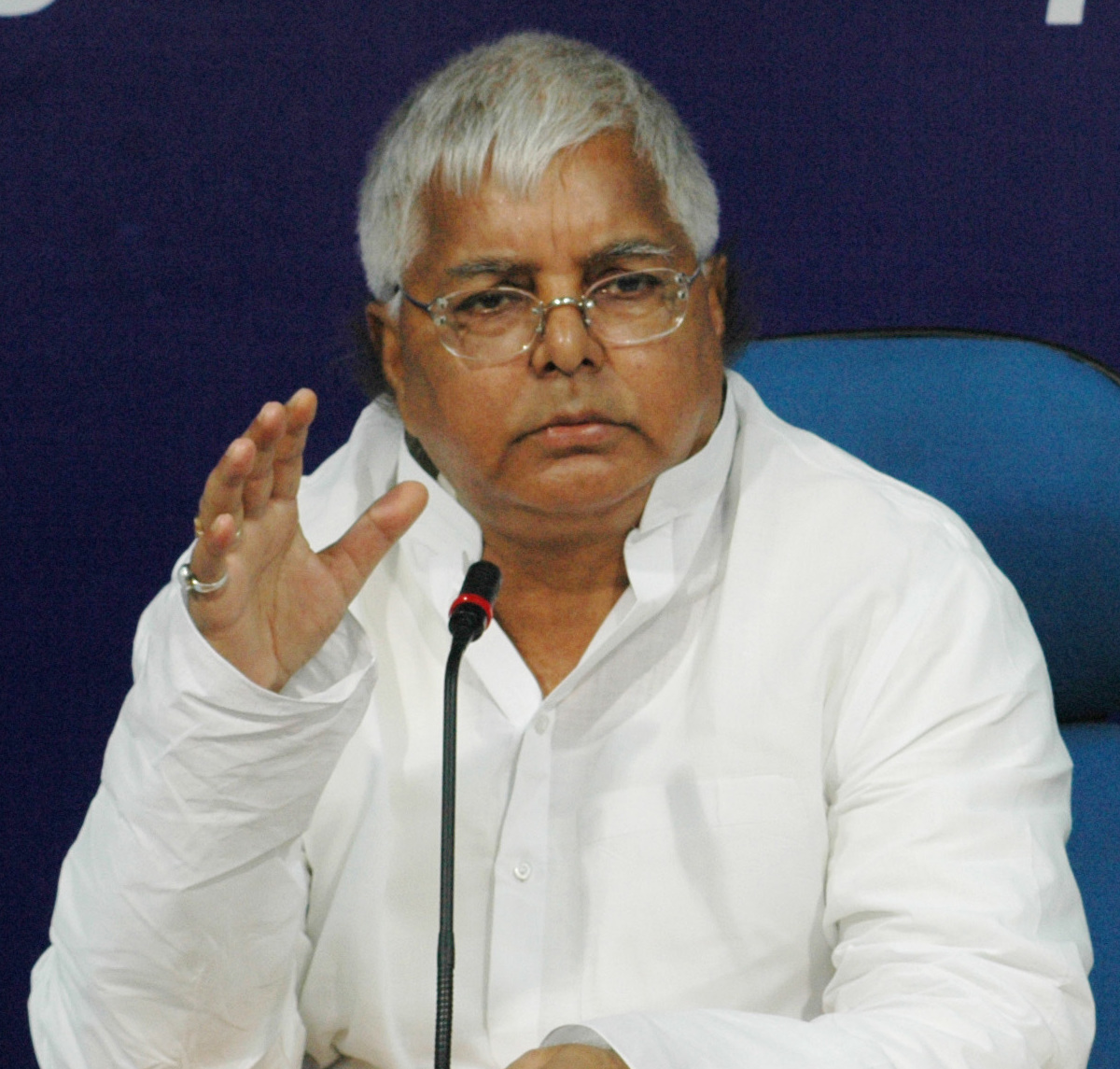
Laloo Prasad Yadav (2006)

Laloo Prasad Yadav, född 11 juni 1948 i Gopalganj, en indisk politiker, är partiledare för Rashtriya Janata Dal. Han var premiärminister (Chief Minister) för delstaten Bihar från 1990 till 1997 (med ett kort uppehåll) och järnvägsminister i Manmohan Singhs federala regering från 2004 till 2009. Sedan 2017 avtjänar Yadav ett fängelsestraff för korruption relaterad till sin tid som premiärminister i Bihar.
Yadav lärde sig politik hos socialistledaren Jaya Prakash Narayan, som ledde en studentrörelse i Bihar i början av 1970-talet. Yadav var aktiv inom partiet Janata Dal, som i slutet av 1980-talet nådde framgång som ett av de partier som var i opposition mot Kongresspartiet, bland annat efter upploppen i Bhagalpur. Efter Karpoori Thakurs död blev han 1989 oppositionsledare i Bihars lagstiftande församling. Efter valet 1990 blev han premiärminister i Bihar. 1997 bröt han sig ur Janata Dal och bildade Rashtriya Janata Dal. Detta sammanföll med att han tvingades lämna premiärministerposten i Bihal till följd av den så kallades foderskandalen, som uppdagades 1996. Han efterträddes på premiärministerposten av sin hustru Rabri Devi.
Yadav invaldes 2004 i Lok Sabha, ena kammaren i Indiens parlament, och hans parti var vid detta val allierat med valets vinnare, Kongresspartiet. Som järnvägsminister anses han ha varit framgångsrik i att få järnvägen att gå från förlust till vinst.
Många anklagelser om korruption har riktats mot Yadav under åren, och foderskandalen har blivit föremål för flera domstolsförhandlingar. 1997 fick han tillbringa en tid i häkte då han utreddes för foderskandalen. I december 2006 friades han från en omgång av anklagelser i en specialdomstol. 2013 dömdes han till fem års fängelse för sin inblandning i foderskandalen, vilket innebar att han uteslöts från Lok Sabha och inte tilläts ställa upp i val. Ytterligare domar har följt därefter, bland annat 14 års fängelse i mars 2018, och sedan december 2017 sitter Yadav fängslad till följd av en dom det året.

## Politisk karriär i huvuddrag
- 1977 Invald i Lok Sabha
- 1980-1989 Ledamot i Bihars lagstiftande församling
- 1989 Oppositionsledare i Bihars lagstiftande församling och åter invald i Lok Sabha
- 1990-1997 Premiärminister i Bihar
- 1998 Invald i Lok Sabha för tredje gången
- 2000-2009